# Philippe Riboud
Philippe Riboud   (7è districte de Lió, 9 d'abril de 1957) és un tirador d'esgrima francès, ja retirat, guanyador de sis medalles olímpiques.
Va participar, als 19 anys, als Jocs Olímpics d'Estiu de 1976 realitzats a Mont-real (Canadà), on va finalitzar novè en la prova per equips de la modalitat d'espasa i trenta-setè en al prova individual. En els Jocs Olímpics d'Estiu de 1980 realitzats a Moscou (Unió Soviètica) va aconseguir guanyar la medalla d'or en la prova per equips i la medalla de bronze en la prova individual. En els Jocs Olímpics d'Estiu de 1984 realitzats a Los Angeles (Estats Units) revalidà la medalla de bronze en la prova individual i guanyà la medalla de plata en la prova per equips. Finalment, en els Jocs Olímpics d'Estiu de 1988 celebrats a Seül (Corea del Sud), els seus últims Jocs, guanyà la medalla d'or en la prova per equips i la medalla de plata en la prova individual.
Al llarg de la seva carrera ha guanyat vuit medalles en el Campionat del Món d'esgrima, tres d'elles d'or.